# Mia Tibbe
Marie Cornelie (Mia) Tibbe (Nieuwer-Amstel, 13 mei 1889 – Amsterdam, 4 september 1966 ) was een Nederlands pianiste.
Zij was dochter van pianist Henri Tibbe en Marie Louize Johanna Lang, wonende aan de Ruysdaelkade (toen nog Nieuwer-Amstel). Haar broer Henri Tibbe (1895-1961) was jarenlang violist bij het Concertgebouworkest. Ze bleef ongehuwd. Ze werd gecremeerd op Westerveld..  
Zij kreeg haar opleiding allereerst van haar vader, maar die overleed al in 1895. Ze studeerde aan het Conservatorium van Amsterdam bij Jean-Baptiste de Pauw. Haar naam duikt al in 1904 op, wanneer ze op het podium zit van Vereeniging Samenwerking in gebouw De Eenheid aan het ’s Gravenhekje 8. Met grote tussenpauzes kwam haar loopbaan in 1926 op gang, waarbij ze meestentijds te beluisteren was op de radio, soms met haar broer Henri. In de vroege jaren vijftig wordt haar naam voor het laatst genoemd, als ze de koren "Liedertafel Amstels Werkman" (1950) en "Onder ons" (1952) begeleidt.    
Haar laatste jaren woonde ze aan de Reijnier Vinkeleskade in Amsterdam, de Ossendamweg in Soest en vanaf 18 april 1966 aan de Van Eeghenstraat 57.